# Langendorf (Weißenfels)
Langendorf – dzielnica miasta Weißenfels w Niemczech, w kraju związkowym Saksonia-Anhalt, w powiecie Burgenland. Do 31 grudnia 2009 była to samodzielna gmina wchodząca w skład wspólnoty administracyjnej Weißenfelser Land. Do 1 lipca 2007 gmina należała do powiatu Weißenfels.

## Geografia
Langendorf leży w zachodniej części Weißenfels.
Dzielnice wchodzące niegdyś w skład gminy:
- Kößlitz-Wiedebach
- Langendorf
- Muttlau
- Obergreißlau
- Untergreißlau